# Салабаяха (приток Нияю)
Салабаяха — река в России, протекает по Ямало-Ненецкому АО. Устье реки находится в 20 км от устья реки Нияю по левому берегу. Длина реки составляет 13 км.

## Данные водного реестра
По данным государственного водного реестра России относится к Нижнеобскому бассейновому округу, водохозяйственный участок реки — Надым. Речной бассейн реки — Надым.
Код объекта в государственном водном реестре — 15030000112115300050644.